# Overdrive (azienda)
La OVERDRIVE (オヴェルドゥリヴェ?, overudourive) è una software house giapponese che sviluppa e pubblica visual novel.

## Storia
L'azienda, nata nel 2006, fu creata con persone provenienti dalla Groover. Il presidente Hiroshi "Bamboo" Takeuchi, è anche il cantante della band milktub, che per questo motivo scrive le musiche dei loro giochi.
La OVERDRIVE sviluppa esclusivamente visual novel, che in giappone costituiscono circa il 70% del mercato dei videogiochi per computer. Il loro primo videogioco pubblicato è stato Edelweiss, ma il vero successo si è avuto solo l'anno successivo, con la pubblicazione di Kira☆Kira. Il successo portato da questi due titoli, ha portato allo sviluppo di due espansioni, una per ognuno dei giochi precedenti.
Nel 2008, Takeuchi, ha creato un'azienda, con sede nei Paesi Bassi, per portare il mercato anche nel resto del mondo, traducendo i titoli anche in inglese. Per i costi da sostenere, ha convinto altre aziende nipponiche ad unirsi a lui nel progetto, tra cui la Tarte, la Nexton, la Circus e successivamente la Navel. È stata così fondata la Mangagamer, che traduce quindi tutti i titoli della OVERDRIVE.

## Videogiochi sviluppati
| Videogioco                          | Data pubblicazione | Piattaforme                                    | Tema                                |
| ----------------------------------- | ------------------ | ---------------------------------------------- | ----------------------------------- |
| d2b VS DEARDROPS -Cross the Future- | 2011               | Microsoft Windows                              | Musicale, Commedia romantica        |
| Deardrops                           | 2010               | Microsoft Windows, PlayStation Portable, iOS   | Musicale, Commedia romantica, Eroge |
| Dengeki Stryker                     | 2011               | Microsoft Windows                              | Commedia, Fantascienza, Eroge       |
| Edelweiss                           | 2006               | Microsoft Windows, iOS, Android                | Commedia romantica, Fantasy, Eroge  |
| Edelweiss Eiden fantasia            | 2008               | Microsoft Windows                              | Commedia romantica, Fantasy, Eroge  |
| Go! Go! Nippon!                     | 2011               | Microsoft Windows                              | Commedia romantica, Contemporaneo   |
| Kira☆Kira                           | 2007               | Microsoft Windows, PlayStation 2, iOS, Android | Musicale, Commedia romantica, Eroge |
| Kira☆Kira curtain call              | 2008               | Microsoft Windows                              | Musicale, Commedia romantica, Eroge |